# 嘉義市立北園國民中學
嘉義市立北園國民中學，簡稱北園國中、園中，位於嘉義市西區的國民中學
。學區在嘉義舊北社尾莊，近鄰諸羅八景之《北香秋荷》故名。校址為嘉義市西區北湖里北社尾路166巷12號。。

## 北園校史
- 1972年(民國61年)，本校由溪口國中楊清明校長兼籌備主任
- 1973年8月，由教育局第一課長陳宗仁先生為首任校長。
- 1980年8月，本校更充實設備、美化校園。組訓排球隊，為本校一大特色。
- 1988年8月，本校且與學區家長、地方人士保持角切聯繫，使學校與社區家庭融為一體。
- 1993年9月，本校爭取多項經費擴充改善各項設備，設立獎助學金，鼓勵學生積極進取。
- 1997年2月，本校開始甄試校長。
- 2001年2月，徐淑美經嘉義市第一次國中校長遴選聘任本校。任內特別加強生活與道德教育，培養民主法治觀念。全校設置監視與保全系統、圖書館自動化管理系統。
- 2009年2月，莊正祥經校長遴選，任校長；時時刻刻關心學生，並常與社區關懷互動，使社區與學校間保持良好的連結及溝通。
- 2013年8月1日，劉昭志校長到校服務，以「閱讀創藝優學子、多元揚才在北園」為目標，以「品質、卓越、特色」為內涵，以「學習社群、標竿學習、閱讀學習、服務學習、評鑑機制」為策略，達成培養學生俱備「閱讀力、品德力、文化力」的基本能力。
- 2023年12月止，本校共有343位學生以及40位教師，相當於1:8.6的師生比。
- 2025年06月18日，嘉義市政府辦理114學年度公立國民中小學第3次校長遴選會議，謝宜岑校長成功連任。[2]

## 歷任校長
- 第一任：陳宗仁(民國61年8月1日-69年7月31日)
- 第二任：黃明禮(民國69年8月1日-77年7月31日)
- 第三任：黃榮太(民國77年8月1日-82年8月31日)
- 第四任：黃春雄(民國82年9月1日-86年1月31日)
- 第五任：趙啟蒼(民國86年2月1日-90年1月31日)
- 第六任：徐淑美(民國90年2月1日-98年1月31日)[3]
- 第七任：莊正祥(民國98年2月1日-102年7月31日)
- 第八任：劉昭志(民國102年8月1日-106年7月31日)[4]
- 第九任：劉昭志(民國106年8月1日-110年7月31日)[5]
- 第十任：謝宜岑(民國110年8月1日-114年7月31日)[6]
- 第十一任：謝宜岑(民國114年8月1日-)

## 北園學區
北園國中學區嘉義市西區北新里、北湖里、竹村里、竹圍里1-28鄰、後驛里14-16鄰、下埤里、福全里28、29鄰、保福里、保安里、保生里、福安里15-17、19、22鄰，荖藤里6鄰。